# Купання на Водохреще
Хрещенські купання — народна традиція, що існує в Україні, як Йордан, Ардан, Водощі, а також Білорусі, Росії та в деяких інших країнах, пов'язана з купанням в ополонці (йордані) або у відкритих водоймах на свято Хрещення Господнього (Богоявлення). Масове поширення традиція набула після розпаду СРСР .
Ще в давнину виникли народні обряди очищення водою, які Церква увела до великого свята з нагоди хрещення Ісуса Христа в річці Йордан, що одержало в Україні назву Водохреще. У церковній традиції цей день іменується Богоявлення або Хрещення Господнє.

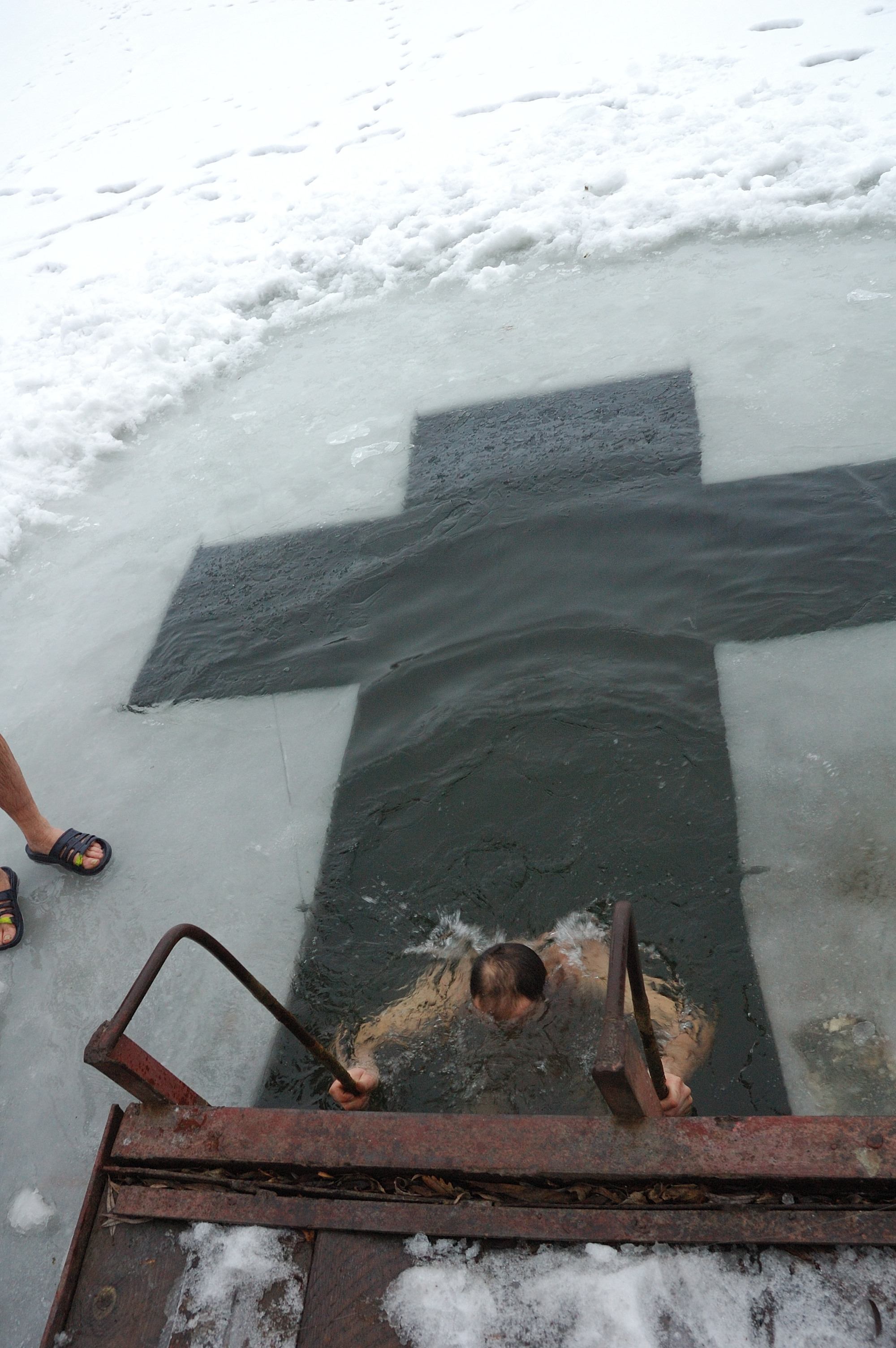
Купання на Водохреща в Україні

## Історія
Ну думку митрополита Іларіона Огієнка, «…обряди купання, обливання, збирання роси й т. ін. дуже старі й різноманітні… Християнство спочатку сильно боролося з цим шануванням води, але не змогло його перемогти, і в кінці прийняло й освятило його, і в нас тепер ставлять каплички над криничками, джерельцями, потоками й т. ін., і власне тут часто появляються чудотворні Ікони…».
Один із перших фактів традиції водохреща на українських землях зафіксоване 9 січня 1149 року в Літописі Руському: «У той же час Ростислав [Мстиславич] смоленський попросив дочку у Святослава в Ольговича за Романа, сина свого, до Смоленська. І виведено її з Новгорода-Сіверського в неділю по Водохрещах, місяця січня в дев'ятий день».
Традиція купання на Водохреще стала більш популярною на рубежі XIX—XX ст. Зокрема, за інформацією митрополита Іларіона Огієнка «…в Києві щороку Йордан справлявся високо врочисто, і на Дніпро на Освячення води сходилось пів Києва…».
Хрещенські купання стали темою для дискусій в Радянському Союзі після того, як 19 лютого 1949 року в газеті « Правда» був опублікований фейлетон «Саратівська купіль» за авторством Івана Рябова. У комуністичному рупорі автор характеризує масове купання віруючих на Водохреща, що відбулося 19 січня того ж року в Саратові як «порнографічне дійство» (деякі купалися без одягу), «знущання над людьми», «обряд, продиктований ідіотизмом старого життя». В цьому фейлетоні були вказані імена та прізвища конкретних «жертв» обряду. Крім того, представники місцевих органів влади прямо звинувачувалися в сприянні «дикому обряду»: «Як не соромно землякам Чернишевського слухатися сліпо юродствуючих клікуш та мракобісів, допомагаючи їм відновлювати дикі обряди часів язичництва та бога Ярила ! … Громадяни цього великого університетського, індустріального міста обурені тим, що сталося в таке церковне свято на льоду волзькому» . Доцент економічного інституту І. Ф. Ломов під час обговорення фейлетону на зборах первинної парторганізації згадав: «На Водохреща щороку відбувалося купання і з цього приводу нічого не писалося, а тепер про це написана ціла стаття в „Правді“. Ймовірно, ставлення влади до релігії почало змінюватися». Священик Мигунов із Романівського району: «У мене й то купалися чоловік 20 на річці, але ніхто не захворів… Вказані особи у фейлетоні — це особи підставні, а що три роки дівчинка купалася — не вірю!» . У книзі «Про публіцистику і публіцистів», що вийшла 1964 року, йдеться, що «випадок, що ліг в основу фейлетону Рябова, винятковий» .
З проголошенням незалежності України традиція купання на Водохреще відновилася, особливо в 2000-х роках. Популярним стало пірнання лідерів держави, зокрема Президента України Віктора Ющенка.

## Позиція церкви
У пресслужбі Православної церкви України звернули увагу, що для купання в ополонках на Водохреще немає жодного церковного припису в Українській Церкві, а традиція занурення у зимову воду не має нічого спільного зі «змиванням» гріхів:

«Священники звершують Чин освячення води відкритих водойм у свято Богоявлення не для того, щоби в ній купатися, а саму воду освячують зовсім не „іони срібла“ хреста, який у неї занурюють».

## Позиція лікарів
Для купання на Водохреще щонайменше за декілька днів необхідно підготувати організм. На думку медиків необхідно гартуватися ще з літа: починаючи з контрастного душу та загартовуватися холодною водою. Пірнати в день свята без підготовки вважається небезпечною процедурою. Перебування у воді — найкоротше, пірнання і максимально швидке повернення на берег.
Протипоказаннями до купання в зимові воді:
- підвищена температура тіла людини до 37 градусів і вище;
- підвищений або знижений артеріальний тиск;
- вагітність;
- хвороби серця;
- хронічні захворювання (наприклад, сечостатевої системи)[14].

## Традиція в інших країнах
Традиція купання на Водохреще крім України та сусідніх держав розвинута також і в інших, переважно, православних, народів. У католицькій традиції це свято має цілком іншу суть.
ГреціяУрочисте водосвяття (Епіфанія) відбувається у морі, воду якого з човнів освячують священники. За традицією молоді чоловіки мають з берега доплисти до дерев'яного хреста, зануреного священником, та впіймати його.
БолгаріяЗанурення у воду (Йордановден) відбувається у крижаній воді. Лише чоловіки в національному одязі виконують традиційний танець-хоровод (так званий — «горо»).
Також у Греції, Болгарії, Румунії, деяких регіонах Македонії, Чорногорії та Сербії, зазвичай, після церковної літургії на свято Богоявлення люди рушають хресним ходом до найближчої водойми та пірнають у воду.